# Fire Department 3
Fire Department 3 est un jeu vidéo de stratégie en temps réel développé par Monte Cristo et édité par Focus Home Interactive, sorti en 2006 sur Windows.
Il fait suite à Fire Department et Fire Department 2.

## Accueil
- Jeuxvideo.com : 12/20[1]